# Golica, Koroška
Golica (nemško Koralpe; pogovorno tudi Koralm) je pogorje v območju Lavantinskih ali Noriških Alp  v Avstriji in Sloveniji, med rekama Muro in Labotnico. Predstavlja naravno mejo med avstrijskima zveznima deželama Koroško (na zahodu) in Štajersko (na vzhodu). Južni del Golice sega preko državne meje med Avstrijo in Slovenijo, kjer se brez ostre meje nadaljuje v Kozjak. Najvišji vrh Golice je Golica ali Großer Speikkogel z 2.140 m nadmorske višine.

## Topografija
Golica na zahodu meji na Labotsko dolino, na severu na gorsko sedlo Paka (nem. Packsattel), na vzhodu na zahodnoštajersko gričevje, na jugu pa se preko gorskega sedla Sobote (1349 m.), ki povezuje dolino Drave z dolino reke Sulne (nemško Sulmtal), preko Kobanskega spusti vse do Dravske doline. Po grebenu Golice poteka deželna meja med avstrijskima zveznima deželama Koroško in Štajersko.  Čeprav najvišja območja pogorja izkazujejo nekatere visokogorske značilnosti, predstavljajo največji del Golice predvsem sredogorske oblike.
Najpomembnejši vrhovi so:
- Golica ali Großer Speikkogel (2.140 m): gre za priljubljeno pohodniško točko. Poleg planinske koče stojita blizu vrha tudi oddajnik avstrijske televizije in radar avstrijske zvezne vojske.
- Reinischkogel (1.463 m): leži na severovzhodu Golice. Zaradi svoje bližine predstavlja priljubljen izletniški cilj predvsem za prebivalce Gradca, pot na vrh pa je prepredena s številnimi okrepčevalnicami in gostilnami.

Ob prelazu Sobote, na jugu pogorja, se nahaja tudi umetno jezero Sobote (nemško Stausee Soboth), katerega vode se uporabljajo za proizvodnjo elektrike v hidroelektrarni blizu  Labota. Prelaz Sobote predstavlja točko, kjer se Golica skoraj neopazno prelije v Kobansko oziroma Kozjak na severnem bregu Drave. Ta del izkazuje sredogorski karakter, njegovi potoki pa se preko ozkih dolinic izlivajo naravnost v Dravo. Najvišji vrh Kobanskega je s 1522 m nadmorske višine Košenjak (nemško Hühnerkogel), ki leži na meji med Republiko Slovenijo in avstrijsko zvezno deželo Koroško.
Celotno območje Golice je prepredeno z mnogimi planinskimi in pohodniškimi potmi.

## Geologija
Golica sestoji iz velike povzdignjene planote, ki je bila v nekem obdobju geološke zgodovine narita nad ostala območja Lavantinskih alp. Na zahodu jo omejuje Svinška planina, na vzhodu pa se pogreza pod sedimente štajerskega grebena. Na jugu se njena kameninska sestava nadaljuje v geološko sorodnem Pohorju. Sestavljajo jo predvsem metamorfne kamenine.
Golica je dobila njeno današnjo podobo med ledeno dobo, ko se je preko procesa erozije precej zgladila. Njeno slovensko ime verjetno izvira iz ogolele in gladke podobe , ki jo razlikuje od sosednjih pogorij. 
Silikati na Golici vsebujejo veliko litija, zato Golica predstavlja eno od največjih nahajlišč litija v Evropi. Dve kamenini, ki jih je možno najti na Golici, sta tudi kremen in marmor, ki se uporabljata v proizvodnji stekla, keramike, porcelana in izolacijskih materialov.

## Turizem
Predvsem v osrednjem delu Golice, okoli gorskega sedla Weinebene, se nahaja priljubljeno območje za pohodništvo z mnogimi sprehajalnimi potmi in planinskimi kočami. Od Volšperka na koroški strani je možno doseči Veliki Speikkogel po preprosti pohodni poti.
Nekaj manjših zimsko športnih središč omogoča alpsko in nordijsko smučanje.

## Koroško narečje
Na južnih obronkih Golice, vse do prelaza Sobote, se poleg nemščine na nekaterih gorskih domačijah še vedno govori tudi koroško severnopohorsko-remšniško narečje slovenskega jezika.